# Iuliu Alexandru Fuhrman
Iuliu Alexandru Fuhrman (1896) è stato un calciatore rumeno, di ruolo attaccante.

## Carriera
Il 1º luglio del 1923, a Cluj-Napoca, giocò l'amichevole Romania-Cecoslovacchia, conclusosi sul punteggio di 0-6.